# لیوبووکا
لیوبووکا (به بلغاری: Lyubovka) یک منطقهٔ مسکونی در بلغارستان است که در ساندانسکی واقع شده‌است.